# Bafodeya benna
Pour les articles homonymes, voir Benna.
Espèce
Classification APG III (2009)
Statut de conservation UICN

 VU B1ab(iii) : Vulnérable
Bafodeya benna est une espèce de plantes à fleurs de la famille des Chrysobalanaceae. C'est un arbre que l'on ne retrouve qu'en Guinée et au Sierra Leone. C'est la seule espèce connue du genre Bafodeya.

## Synonymes
- Parinari benna Scott-Elliot[1].

## Noms vernaculaires
- En Soussou: Sigmyi
- En Malinké: Sigonai[2].

## Description
Arbuste ou arbre atteignant 10 m de haut.

## Répartition
Endémique aux savanes arborées du Massif montagneux de Fouta-Djalon en Guinée et des zones adjacentes du Sierra Leone et peut-être au Mali, entre 900 et 1 100 mètres d'altitude.

## Utilisation
Le fruit est utilisé comme vermifuge par les populations locales.